# Pilot Knob (Missouri)
Pilot Knob est une ville du comté d'Iron, dans le Missouri, aux États-Unis,. Située au nord-est du comté, elle est incorporée en 1946.

## Démographie
Lors du recensement de 2010, la ville comptait une population de 746 habitants. Elle est estimée, en 2017, à 705 habitants.

### Source de la traduction
- (en) Cet article est partiellement ou en totalité issu de l’article de Wikipédia en anglais intitulé « Pilot Knob, Missouri » (voir la liste des auteurs).